# Диагноза
Диагноза (от старогръцки διάγνωσις = установявам, разпознавам) и съответно диагностика е идентифицирането на същността и причината на всичко, което може да бъде от диагностичен интерес. Диагностицирането е използвано в много различни дисциплини с вариации от употребата в логиката, анализа и опита за определянето на отношението и зависимостта между причина и ефект. В системно инженерство и компютърната наука, диагностиката е обикновено използвана, за да се определи причината на някои проявления и признаци, за облекчаване на проблемите и решаване на проблеми .